# Marcus Camby
Marcus D. Camby (22 de Março de 1974, Hartford, Connecticut) é um ex-jogador de basquetebol estadunidense.
Recebeu o prémio de Melhor Defensor do Ano (Revista Época, 2006-2007).

## Estatísticas

### Temporada regular
| Ano     | Equipe        | PJ  | PT  | MPP  | %TC  | %3P  | %TL  | RPP  | APP | ROB | TPP | PPP  |
| ------- | ------------- | --- | --- | ---- | ---- | ---- | ---- | ---- | --- | --- | --- | ---- |
| 1996–97 | Toronto       | 63  | 38  | 30.1 | .482 | .143 | .693 | 6.3  | 1.5 | 1.0 | 2.1 | 14.8 |
| 1997–98 | Toronto       | 63  | 58  | 31.8 | .412 | .000 | .611 | 7.4  | 1.8 | 1.1 | 3.7 | 12.1 |
| 1998–99 | New York      | 46  | 0   | 20.5 | .521 | .000 | .553 | 5.5  | .3  | .6  | 1.6 | 7.2  |
| 1999–00 | New York      | 59  | 11  | 26.2 | .480 | .500 | .670 | 7.8  | .8  | .7  | 2.0 | 10.2 |
| 2000–01 | New York      | 63  | 63  | 33.8 | .524 | .125 | .667 | 11.5 | .8  | 1.0 | 2.2 | 12.0 |
| 2001–02 | New York      | 29  | 29  | 34.7 | .448 | .000 | .626 | 11.1 | 1.1 | 1.2 | 1.7 | 11.1 |
| 2002–03 | Denver        | 29  | 9   | 21.2 | .410 | .400 | .660 | 7.2  | 1.6 | .7  | 1.4 | 7.6  |
| 2003–04 | Denver        | 72  | 72  | 30.0 | .477 | .000 | .721 | 10.1 | 1.8 | 1.2 | 2.6 | 8.6  |
| 2004–05 | Denver        | 66  | 66  | 30.5 | .465 | .000 | .723 | 10.0 | 2.3 | .9  | 3.0 | 10.3 |
| 2005–06 | Denver        | 56  | 54  | 33.2 | .465 | .091 | .712 | 11.9 | 2.1 | 1.4 | 3.3 | 12.8 |
| 2006–07 | Denver        | 70  | 70  | 33.8 | .473 | .000 | .729 | 11.7 | 3.2 | 1.2 | 3.3 | 11.2 |
| 2007–08 | Denver        | 79  | 79  | 34.9 | .450 | .300 | .708 | 13.1 | 3.3 | 1.1 | 3.6 | 9.1  |
| 2008–09 | L.A. Clippers | 62  | 55  | 31.0 | .512 | .250 | .725 | 11.1 | 2.0 | .8  | 2.1 | 10.3 |
| 2009–10 | L.A. Clippers | 51  | 51  | 31.3 | .466 | .333 | .659 | 12.1 | 3.0 | 1.4 | 1.9 | 7.7  |
| 2009–10 | Portland      | 23  | 23  | 31.2 | .497 | .000 | .581 | 11.1 | 1.5 | 1.1 | 2.0 | 7.0  |
| 2010–11 | Portland      | 59  | 51  | 26.1 | .398 | .000 | .614 | 10.3 | 2.1 | .7  | 1.6 | 4.7  |
| 2011–12 | Portland      | 40  | 40  | 22.4 | .416 | .000 | .474 | 8.8  | 1.9 | .8  | 1.4 | 3.8  |
| 2011–12 | Houston       | 19  | 13  | 24.1 | .484 | .400 | .423 | 9.3  | 1.7 | .9  | 1.5 | 7.1  |
| 2012-13 | New York      | 24  | 4   | 10.4 | .321 | .000 | .421 | 3.3  | .6  | .3  | .6  | 1.8  |
| Total   |               | 973 | 786 | 29.5 | .466 | .205 | .670 | 9.8  | 1.9 | 1.0 | 2.4 | 9.5  |

### Playoffs
| Ano     | Equipe   | PJ | PT | MPP  | %TC   | %3P   | %TL  | RPP  | APP | ROB | TPP | PPP  |
| ------- | -------- | -- | -- | ---- | ----- | ----- | ---- | ---- | --- | --- | --- | ---- |
| 1998–99 | New York | 20 | 3  | 25.5 | .566  | .000  | .616 | 7.7  | .3  | 1.2 | 1.9 | 10.4 |
| 1999–00 | New York | 16 | 0  | 24.1 | .337  | .000  | .613 | 7.0  | .4  | .5  | 1.4 | 4.8  |
| 2000–01 | New York | 4  | 4  | 35.3 | .385  | .000  | .385 | 8.0  | 1.8 | .5  | 2.2 | 6.3  |
| 2003–04 | Denver   | 5  | 5  | 38.8 | .491  | .500  | .571 | 11.4 | 2.4 | .8  | 1.4 | 12.6 |
| 2004–05 | Denver   | 5  | 5  | 36.8 | .415  | .000  | .630 | 11.2 | 1.8 | .6  | 3.2 | 10.2 |
| 2005–06 | Denver   | 5  | 5  | 35.0 | .419  | .000  | .556 | 11.0 | 2.2 | .8  | 2.8 | 11.4 |
| 2006–07 | Denver   | 5  | 5  | 36.8 | .378  | .000  | .667 | 14.8 | 2.0 | .8  | 3.2 | 7.6  |
| 2007–08 | Denver   | 4  | 4  | 31.0 | .238  | 1.000 | .333 | 13.3 | 3.0 | 1.0 | 3.0 | 3.3  |
| 2009–10 | Portland | 6  | 6  | 29.7 | .421  | .000  | .500 | 10.0 | 2.3 | .7  | 1.2 | 5.8  |
| 2010–11 | Portland | 6  | 6  | 27.8 | .455  | 1.000 | .000 | 9.7  | 1.3 | .7  | 1.5 | 3.5  |
| 2013    | New York | 3  | 0  | 1.0  | 1.000 | .000  | .000 | .7   | .0  | .0  | .0  | .7   |
| Total   |          | 79 | 43 | 28.4 | .443  | .429  | .578 | 9.0  | 1.2 | .8  | 1.9 | 7.5  |